# CaixaForum Madrid
CaixaForum es un centro cultural gestionado por la Fundación "la Caixa" y ubicado en el paseo del Prado n.º 36 en Madrid. En julio del 2021 fue incluido en la lista de Patrimonio Mundial, elaborada por la UNESCO, como parte del patrimonio Paseo del Prado y el Buen Retiro, Paisaje de las Artes y las Ciencias, llamada de forma abreviada Paisaje de la luz. El centro se ubica en una de las escasas muestras de arquitectura industrial del casco histórico de la ciudad: la antigua Central Eléctrica del Mediodía, de comienzos del siglo XX. El proyecto de rehabilitación fue desarrollado por el estudio de los arquitectos suizos Herzog & de Meuron y la instalación fue inaugurada en 2008.
CaixaForum Madrid forma parte de una red de centros CaixaForum que se extiende por varios puntos de la geografía española: CaixaForum Barcelona, CaixaForum Sevilla, CaixaForum Zaragoza,CaixaForum Palma, CaixaForum Girona, CaixaForum Lérida, CaixaForum Tarragona y CaixaForum Valencia y CaixaForum Macaya. 

## Fundación "la Caixa"
La Fundación ”la Caixa” ha recuperado edificios de gran interés arquitectónico en las principales ciudades del país para convertirlos en centros de divulgación cultural: una apuesta por el arte y la cultura como fuente de desarrollo personal y social que aporta a las ciudades un punto de encuentro para todas las edades entre conocimiento, personas y espacios dinámicos. 

## El edificio
La antigua Central Eléctrica del Mediodía se empezó a construir en el año 1900 a nombre del empresario José Batlle. El proyecto tenía por objeto la construcción de una fábrica de electricidad a partir de la combustión de carbón que debía abastecer de energía a todo el sector sur del casco antiguo de Madrid. La antigua central está delimitada por las calles Gobernador, Alameda, Cenicero y Almadén. La manzana tiene una superficie de 1934 metros cuadrados y en ella se encuentran el edificio de la central y un patio que da a la calle Gobernador. No se conserva nada de la antigua fábrica a excepción de las fachadas.

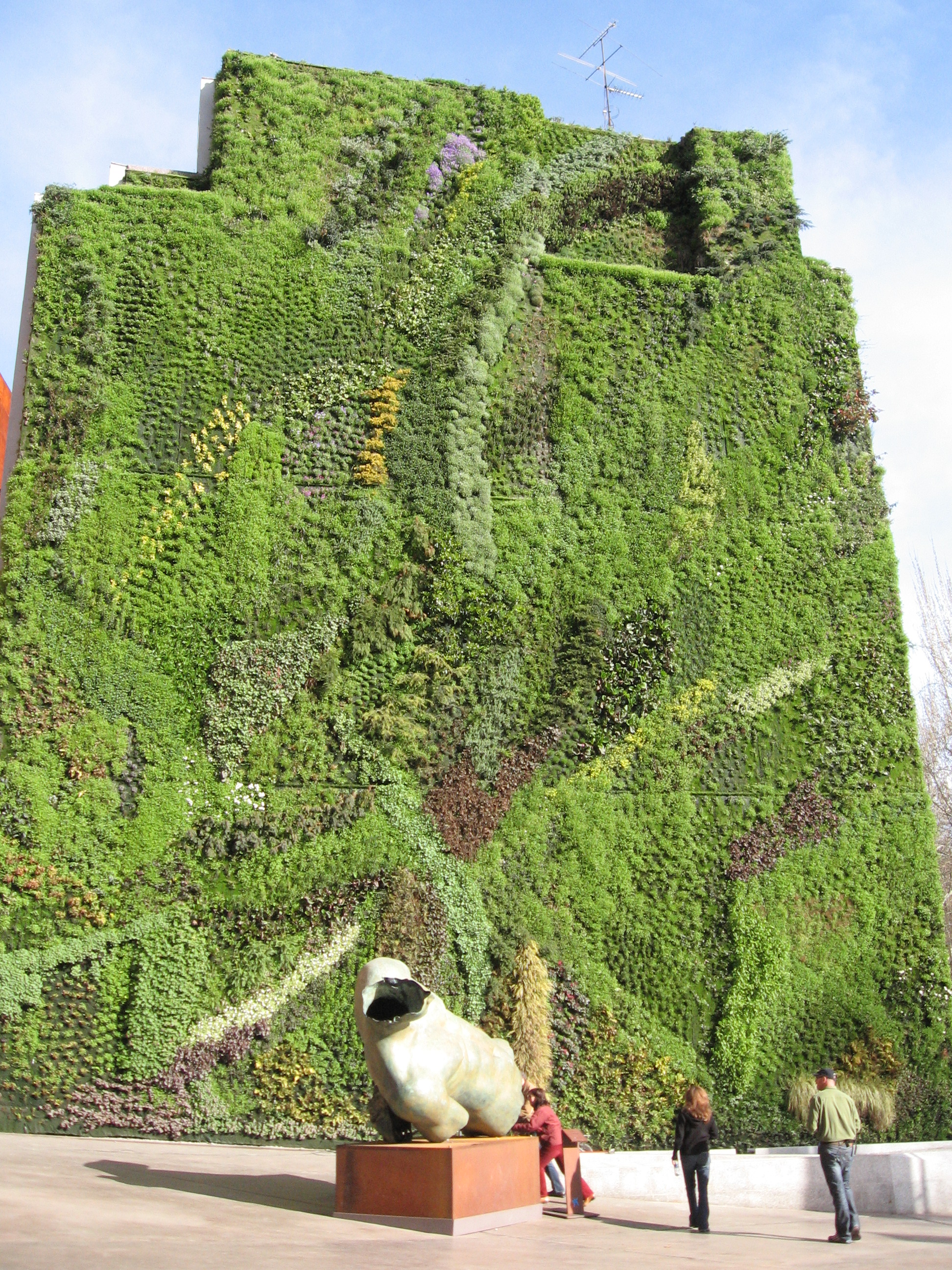
Jardín vertical en 2007 diseñado por Patrick Blanc y escultura de Igor Mitoraj

Tras el cierre de la central, que estuvo en estado de abandono varios años, la Fundación "la Caixa" adquirió el antiguo edificio y emprendió labores de reforma y remodelación completa del inmueble para convertirlo en un centro social y cultural, al cual llamó CaixaForum Madrid siguiendo el ejemplo de CaixaForum Barcelona. Para ello, se llevó a cabo un convenio con el Ayuntamiento de Madrid para demoler la gasolinera situada en el paseo del Prado n.º 36 y crear, en su lugar, la actual plaza de CaixaForum que abre el edificio a la ciudad. Posteriormente, el estudio Herzog & de Meuron (Tate Modern de Londres, Filarmónica del Elba, etc.) conservó las fachadas originales de ladrillo macizo visto y dotó al edificio de un aspecto singular al excavar el suelo debajo de él para dotar al complejo de un efecto visual de edificio flotante pero, a su vez, de edificio pesado al añadir a las dos plantas de ladrillo un módulo de dos plantas acero corten que, bajo una imagen de elemento pesado, imita la silueta urbana de la zona y consigue plantear al observador una dualidad entre lo pesado y lo ligero, entre un objeto gravitatorio, respecto a su atracción al centro de la Tierra, y su capacidad de flotar.

Debido a las reducidas dimensiones de la antigua central, el edificio creció hacia arriba mediante el módulo de acero corten, que aloja, entre otros, varias salas de exposición y la cafetería; y hacia abajo, situándose dos niveles bajo el suelo, está el auditorio bajo la plaza de CaixaForum. Las fuentes y cascadas bordean el edificio, lo que favorece el efecto visual y evoca su antigua actividad industrial.

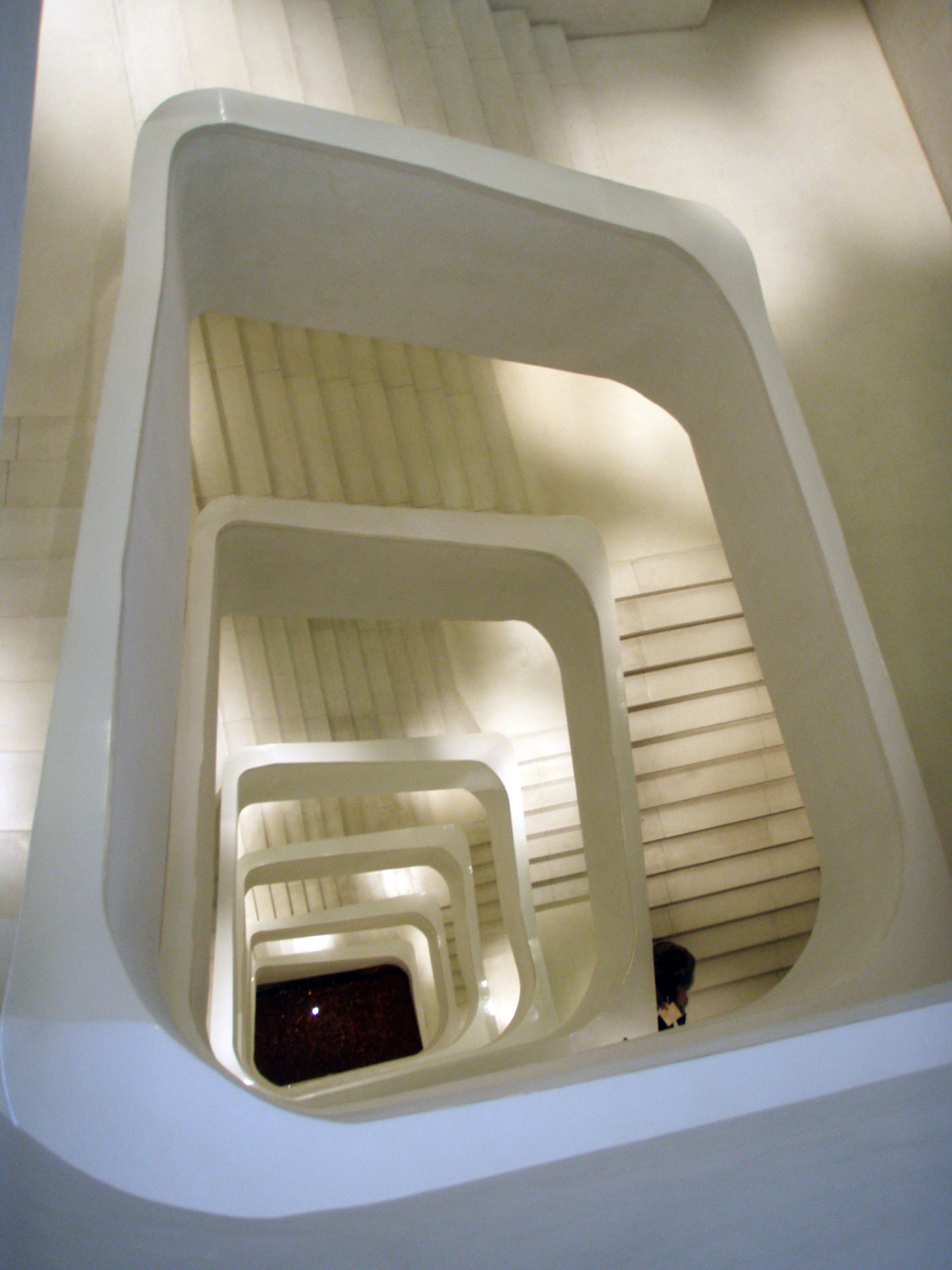
La singular escalera conecta las plantas del edificio

Para conseguir el efecto flotante del edificio, la estructura del edificio situada por encima de la planta baja se apoya, como si de una caja autoportante se tratase, sobre tres núcleos de comunicación verticales con estructura de muros de hormigón armado que actúan como las tres patas de apoyo de esa caja. Para conseguir que toda la estructura superior se comportara a modo de caja autoportante, perimetralmente se dispusieron muros perimetrales de hormigón armado, interiores a los muros de fábrica de ladrillo perimetrales originales, en las plantas primera y segunda, y pilares metálicos tipo IPE en la continuación de estos en las plantas tercera y cuarta. Esta estructura vertical perimetral queda unida a los núcleos de comunicación mediante una estructura horizontal de vigas armadas de acero de gran formato (similar a las IPE, pero de mayor canto). Además, el forjado de planta primera (el techo de la plaza exterior) se cuelga, mediante pilares metálicos circulares, de la estructura horizontal de la planta segunda, para evitar que la caja se apoye en el suelo de la plaza exterior, consiguiendo ese efecto flotante desde el exterior del edificio.
La cubierta es inclinada a dos aguas con estructura de vigas IPE y forjado de chapa colaborante sobre el que se apoya, mediante rastrelería, el mismo revestimiento de aplacado de acero corten que hay en la fachada de las plantas tercera y cuarta.
El acceso a la planta principal se realiza por una escalera de forma irregular ascendente, a modo de helicoide, de peldaños metálicos, mientras que el acceso de esta planta a las restantes se realiza mediante la escalera principal de tres tramos de color calizo, tanto en paredes como en suelo y techo, que gira en torno a un hueco vertical troncocónico invertido que recuerda al Museo Guggenheim de Nueva York.
Por último, el artista Patrick Blanc resolvió el problema de la fachada ciega que quedó al descubierto tras demoler la gasolinera. Así, construyó un gran jardín vertical que, a su vez, sirve como reclamo a los viandantes del paseo del Prado, lo cual capta la atención y atrae la mirada hacia el edificio de CaixaForum que, de otra manera, quedaría escondido.
El edificio fue inaugurado el 13 de febrero de 2008 por los entonces reyes Juan Carlos y Sofía, y el presidente de ”la Caixa”, Isidro Fainé.

## Actividad
CaixaForum Madrid es un centro cultural dirigido a todo tipo de público con una gran variedad de propuestas: exposiciones, conferencias y debates, cine, talleres, conciertos, etc. Asimismo, CaixaForum acoge iniciativas y encuentros impulsados por otras entidades culturales y sociales cuyos objetivos son afines a los de la Fundación ”la Caixa”.  